# 官湖站
官湖站是廣州地鐵13號線的车站，位於中国广东省广州市增城区新塘镇環城路石新路口地底，于2017年12月28日开通。
本站與南側的官湖車輛段接軌。

## 車站結構

### 車站樓層
本站共有兩層。地面為環城路、石新路、官湖村以及其它建築；地下一層為站廳；地下二層為站台。
| 地下一层 | 站厅                       | 售票機、客服中心、商店、警务室、安检设施 |  |  |
| 地下二层 | 2 站台                     | █13号线 鱼珠方向（下站：新塘）           |  |  |
|          | 岛式站台（卫生间、母婴室） |                                          |  |  |
|          | 1 站台                     | █13号线 新沙方向（下站：新沙）           |  |  |

### 站厅

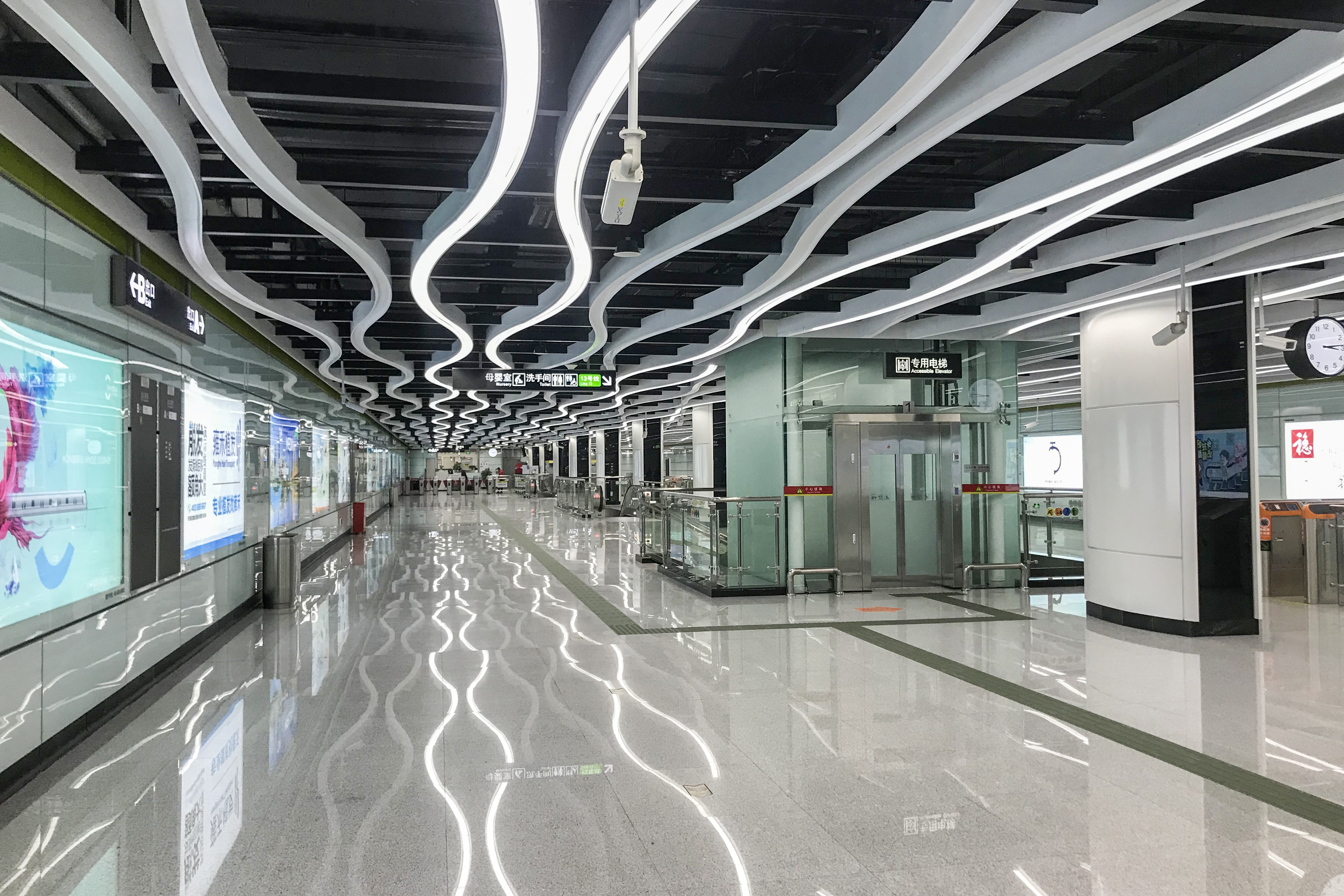
站厅

官湖站站厅設有售票機及客務中心；亦设有自动售卖机和自动售卡/充值机等自助服务设施。
为方便行人进出，站厅南侧被划分为收费区，收费区内各自设有多组扶手电梯、楼梯和一台专用电梯供乘客前往不同方向的月台。

### 月台
本站設有一個島式月台，位於環城路地底。本站的卫生间以及母婴室均设于月台东端。
另外，本站西端設有一組通往官湖車輛段的出入段線。

2号月台全景图

### 出入口
官湖站目前设有2个出入口供乘客进出车站，近期还将建设C、D出入口。
|                                           |                                                       |      |          |                                                                      |
| 編號                                      | 设施                                                  | 图片 | 出口指示 | 建議前往的目的地                                                     |
| A                                         | 扶手电梯标志                                          |      | 环城路   | 官湖村公交车站（西行）、官湖地铁站公交车站（东行）、官湖桥头公交车站 |
| B                                         | 盲道标志 · 升降机标志 · 无障碍通道标志 · 扶手电梯标志 |      | 环城路   | 官湖地铁站B出口公交车站（西行）                                      |
| 註： 設有 \| 設有 \| 設有 \| 設有扶手電梯 |                                                       |      |          |                                                                      |

## 接驳交通
| 公交 \| 编号 \| 编号 \| 线路 \| 线路 \| 线路 \| 收费 \| 备注 \| \| ---- \| ------ \| -------------------- \| -------------------- \| -------------------- \| -------------------- \| -------------------- \| \| \| 增城31 \| 新塘万达广场 \| ⇆ \| 香山湖总站 \| 2元 \| \| \| \| 增城37 \| 西洲总站 \| ⇆ \| 仙村车站 \| 2元 \| \| \| \| 万达1 \| 已停办 \| 已停办 \| 已停办 \| 已停办 \| 已停办 \| \| \| 增夜6 \| 已于2023年2月9日停办 \| 已于2023年2月9日停办 \| 已于2023年2月9日停办 \| 已于2023年2月9日停办 \| 已于2023年2月9日停办 \| |        |                      |                      |                      |                      |                      |
| 编号 | 编号   | 线路                 | 线路                 | 线路                 | 收费                 | 备注                 |
| | 增城31 | 新塘万达广场         | ⇆                    | 香山湖总站           | 2元                  |                      |
| | 增城37 | 西洲总站             | ⇆                    | 仙村车站             | 2元                  |                      |
| | 万达1  | 已停办               | 已停办               | 已停办               | 已停办               | 已停办               |
| | 增夜6  | 已于2023年2月9日停办 | 已于2023年2月9日停办 | 已于2023年2月9日停办 | 已于2023年2月9日停办 | 已于2023年2月9日停办 |

## 歷史
本站在2010年地鐵規劃方案中首次出現，為13號線的中途站之一，並命名為官湖站。其後在2015年規劃方案中，新增的23號線以本站為東端終點站，並與13號線交匯；在2017年的方案中，23號線從本站繼續延長，本站成為23號線中途站。
本站隨13號線首期工程動工興建，在廣州地鐵集團向廣州市民政局地名委員會申報的13號線車站正式名稱中，本站名稱維持不變。
2016年8月31日，本站主体结构封顶。2017年12月28日，本站随13号线首期开通而启用。
2020年5月22日，受当天凌晨广州的特大暴雨影响，官湖站地面积水严重，积水倒灌进入车站和行车隧道，本站无法正常提供服务，临近的官湖车辆段亦无法发出列车，地铁公司在当天早上6时许宣布13号线全线暂停运营。本站亦隨之停運關閉，進行抽出積水和設備維修替換工作。直至6月13日，本站隨沙村至新沙段恢復運營而重開。

## 未來發展
規劃中的23號線亦會經過官湖站，與13號線換乘。但13號線建設時並未考慮到本站會成為換乘站，故未作出任何預留。且23號線為遠期路線，23號線車站位置和換乘方式仍然未明，亦未有建設時間表。